# Mihajlo Stanković
Mihajlo Stanković (ur. 5 czerwca 1993 w Nowym Sadzie) – serbski siatkarz, grający na pozycji przyjmującego. 

## Sukcesy klubowe
Puchar Serbii:
- 2010, 2012, 2015

Liga serbska:
- 2011, 2012, 2014
- 2015

Puchar Challenge:
- 2015[5]

Puchar Polski:
- 2016

Liga polska:
- 2016

Liga rumuńska:
- 2021

Liga ukraińska:
- 2024[6]

## Sukcesy reprezentacyjne
Mistrzostwa Europy Kadetów:
- 2011

Mistrzostwa Świata Kadetów:
- 2011[7]

Mistrzostwa Świata U-23:
- 2013